# Nohen
Nohen település Németországban, Rajna-vidék-Pfalz tartományban. Lakosainak száma 328 fő (2023. december 31.).

## Népesség
A település népességének változása:
| Lakosok száma | 413  | 339  | 352  | 322  | 333  | 328  |
|               | 1975 | 2017 | 2019 | 2021 | 2022 | 2023 |